# Joseph Maria Herlet
Joseph Maria Herlet (* 17. März 1876 in Straelen; † 24. Februar 1951 in Bonn) war ein deutscher Weingutsbesitzer und kommissarischer Landrat im Landkreis Cochem.

## Leben
Herlet über dessen Eltern und schulische Ausbildung keine schriftlichen Überlieferungen bekannt sind, stand seit dem 12. Januar 1914 bis zum 30. November 1933 im Dienst der Stadt Köln. Dort war er zunächst als Liegenschaftsdirektor und seit 1923 als Beigeordneter des Liegenschafts- und Landwirtschaftsdezernats der Stadt Köln unter Konrad Adenauer tätig. Als Folge der Machtergreifung Hitlers beendete Herlet seinen Dienst in Köln und ging zurück nach Karden, um dort wieder sein Weingut zu bewirtschaften. Hier traf er sich nach dem Ende des Zweiten Weltkriegs mit Adenauer und anderen Politikern, um sich über die Herangehensweise bei den anstehenden Gesprächen mit den alliierten Kommissaren der Französischen Besatzungszone zu beraten.

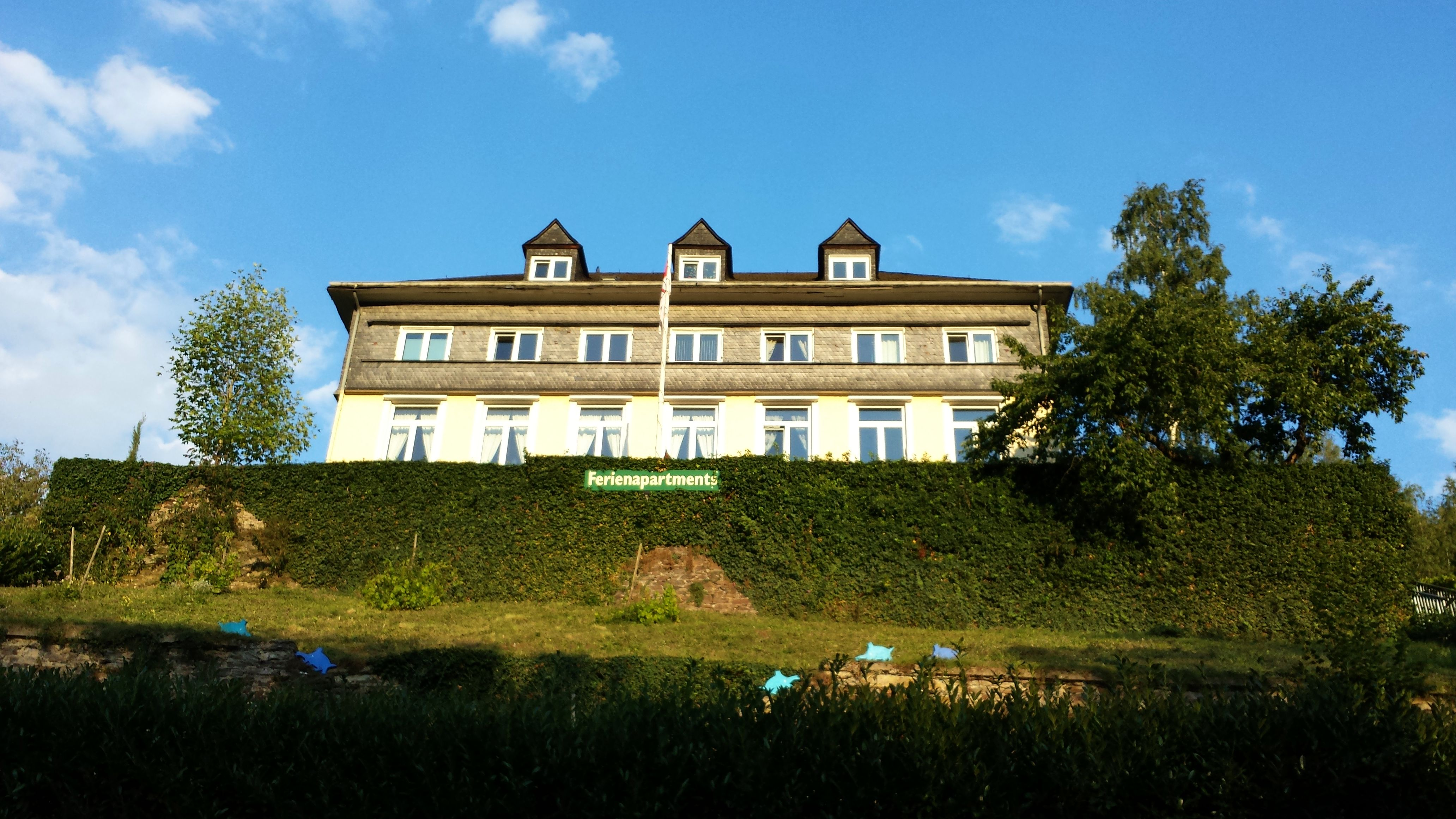
Alte Weinbauschule in Cond erbaut 1928–1929

Nach der Verabschiedung des bisherigen Landrats Adolf Gandner im Februar 1948 übernahm Herlet kommissarisch dessen Stellung bis zum 26. April 1950. In dieser Funktion war er insbesondere mit der Wiederherstellung einer funktionierenden Bauern- und Winzerwirtschaft im Kreis befasst, die anlässlich der Werbewoche am 24. Februar 1948 gefeiert wurde. 1949 wurde die durch den Krieg zerstörte Weinbauschule und das Weinbauamt in Cochem-Cond wieder eröffnet. Bei der Eröffnungsfeier dankte Herlet als Erster Kreisdeputierter (von 1948 bis 1951) dem ersten Leiter der 20 Jahre zuvor eröffneten Weinbauschule – Weinbauoberlehrer Heinrich Friederichs – für dessen Aufbauarbeit. Zu Beginn des Jahres 1951 legte Herlet seine Ämter aus gesundheitlichen Gründen nieder, führte jedoch noch seinen Nachfolger als Landrat Albert Gilles in sein Amt ein. Nur wenige Wochen später verstarb er in Bonn und fand seine letzte Ruhestätte in Karden an der Mosel.